# Біла (зупинний пункт)
Бі́ла — пасажирський залізничний зупинний пункт Тернопільської дирекції Львівської залізниці на електрифікованій  лінії Тернопіль — Львів між станціями Тернопіль-Пасажирський (4 км) та Глибочок-Великий (15 км). Розташований в селі Біла Тернопільського району Тернопільської області.

## Пасажирське сполучення
Пасажирське сполучення здійснюється приміськими електропоїздами за напрямком Львів / Красне — Золочів / Тернопіль.